# 塞科 (伊利諾伊州)
塞科（英語：Secor）是位於美國伊利諾伊州伍德福德縣的一個村落。

## 地方資料
根據2010年美國人口普查的數據，塞科的面積為0.75平方千米，當中陸地面積為0.75平方千米，而水域面積為0.00平方千米。當地共有人口373人，而人口密度為每平方千米497.33人。